# Cläre Schmitt
Cläre Schmitt, geb. Fauz (* 18. April 1915 in Koblenz; † 19. September 2008), war eine deutsche Politikerin (CDU).

## Leben
Nach dem Besuch des Realgymnasiums in Koblenz sowie Studienaufenthalten in England und Frankreich arbeitete Schmitt als Auslandskorrespondentin. Sie heiratete 1937 und war später in einem eigenen Industrie- und Handelsunternehmen in Fulda tätig.

## Partei
Schmitt war seit 1945 Mitglied der CDU. Sie wurde in den Bezirksvorstand der CDU Fulda gewählt und war Mitglied im wirtschaftspolitischen Ausschuss der CDU Hessen. Des Weiteren gründete sie 1957 die Frauenunion in Fulda, wo sie die ersten zehn Jahre Vorsitzende war.

## Abgeordnete
Schmitt war von 1946 bis 1948 Stadtverordnete in der Stadt Fulda. Dem Deutschen Bundestag gehörte sie von 1957 bis 1961 an. Dort war sie eine der ersten Frauen, die im Verteidigungsausschuss mitarbeiteten. Ihr zentrales Thema waren die Belange der Frau, "und zwar Fragen der verheirateten und der ledigen Frau, der Hausfrau und der berufstätigen Frau", wie es in ihrem Lebenslauf heißt. Eine weitere Wahlperiode lehnte sie ab, da sie es für unvereinbar mit der Erziehung ihrer drei Kinder hielt. Sie war über die Landesliste der CDU Hessen ins Parlament eingezogen.

## Ehrungen
1999 erhielt sie das Bundesverdienstkreuz.